# Dialetti lucani

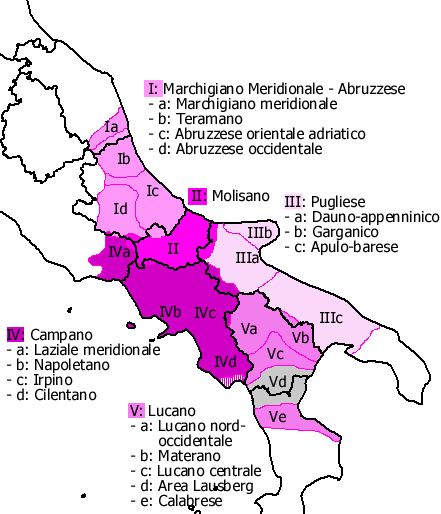
I dialetti lucani nell'ambito del sistema meridionale intermedio secondo la Carta dei dialetti d'Italia di Giovan Battista Pellegrini

I dialetti lucani, detti anche dialetti basilicatesi costituiscono l'insieme delle varietà italo-romanze, appartenenti al diasistema dei dialetti meridionali intermedi, parlate nella regione italiana della Basilicata (detta anche Lucania).

## Origini
La lingua originaria di gran parte della Lucania era quella osca (di ceppo osco-umbro) parlata dai lucani e da altri popoli italici, alla quale si sovrappose, nelle aree costiere della regione, quella greca antica parlata nelle polis della Magna Grecia. A questi idiomi, che costituiranno il sostrato linguistico della regione, si sovrapporrà, a partire dal III secolo a.C., una ulteriore lingua italica, in questo caso di ceppo latino-falisco: il latino; il quale segnerà per sempre il divenire linguistico di tutta l'area. A partire dal latino volgare parlato in zona durante il Medioevo si svilupperanno i vari dialetti lucani, appartenenti, a loro volta, alla più ampia continuità degli idiomi romanzi.

## I vari dialetti lucani
Sebbene abbia caratteristiche proprie, questo gruppo di dialetti presenta similitudini con i vernacoli parlati nelle regioni limitrofe (Campania, Puglia, Calabria).
In linea generale, si può affermare che i dialetti di questa regione sono suddivisi principalmente in quattro blocchi, a cui si aggiunge un dialetto alloglotto di origine extraromanza.
- I dialetti dell'area appenninica lucana sono quelli parlati nella zona centrale e in quella occidentale della provincia di Potenza e in diversi comuni dell'entroterra materano. Presentano una pronuncia di vocali generalmente chiuse e legami con quello campano. All'interno di quest'area, secondo alcuni studiosi, farebbero eccezione sei comuni tra cui lo stesso capoluogo di regione (oltre a Potenza, Pignola, Tito, Picerno, Trecchina, Vaglio Basilicata) in cui si parlerebbero i dialetti gallo-italici di Basilicata, a causa di una probabile immigrazione avvenuta in epoca medioevale di popolazioni provenienti dal Piemonte, e in particolare dal Monferrato; conseguentemente a ciò la fonetica è molto differente con il resto dell'isola linguistica, anche se con il passare dei secoli si è verificato un processo di convergenza con i dialetti lucani circostanti.
- I dialetti dell'area apulo-lucana sono riscontrabili nella zona orientale e nord-orientale della Basilicata, cioè nella parte collinare della provincia di Matera più vicina alla Puglia (in particolare nei comuni di Matera, Montescaglioso, Irsina), nei comuni che si affacciano sulla Valle del Bradano e nella parte nord-orientale della provincia di Potenza (specie nei comuni di Rapolla, Venosa, Rionero in Vulture, Melfi, Lavello, Oppido Lucano, Genzano di Lucania, Acerenza, Tolve, Pietragalla...). Mostrano una fonetica composta da vocali, in genere, aperte e presentano similarità con il dialetto barese nella zona del Materano. Nella zona di Melfi, invece, il dialetto presenta maggiori similitudini con quelli della provincia di Foggia e del Nord-Barese. Caratteristica del dialetto del Vulture-Melfese (unico caso nei dialetti dell'Italia meridionale)[senza fonte] è la totale assenza del passato remoto e futuri dei verbi, che vengono sempre sostituiti rispettivamente con il passato prossimo e il costrutto composto da dovere (avè a) e infinito.
- I dialetti dell'area metapontina sono diffusi nella zona della Piana di Metaponto nei comuni di Bernalda, Pisticci, Montalbano Jonico, Policoro, Scanzano Jonico, Nova Siri, Tursi e Rotondella. Hanno radici di origini latine anche se hanno conservato molte caratteristiche greche. Sono molto affini a quelli dell'area appenninica (durante gli anni sessanta e settanta si verificò un consistente fenomeno di immigrazione nel metapontino dalle aree montuose e interne della Basilicata e in particolare della provincia di Potenza) e presentano alcuni tratti in comune con quelli pugliesi (tarantini) e calabresi (alto cosentino), anche se c'è da dire che la loro storia segue quella della regione storica della Lucania i cui confini andavano dalla Valle del Bradano fino a Sibari.
- I dialetti dell'area arcaica calabro-lucana sono usati nella parte meridionale della provincia di Potenza a sud del fiume Agri (esempi Francavilla in Sinni, Chiaromonte, Lauria, Castelluccio, Viggianello, Castelsaraceno, Rotonda, Terranova di Pollino, Senise e San Severino Lucano) e della provincia di Matera (Valsinni, San Giorgio Lucano) e, come dice la parola stessa, presentano affinità con il dialetto calabrese settentrionale. Tale area, unita al confinante versante calabrese posto a sud del massiccio del Pollino, è detta Mittelzone o area Lausberg dai linguisti, e presenta un sistema vocalico che per taluni aspetti si distingue nettamente da quelli delle zone circostanti, con vocalismi che spaziano da quello sardo a quello siciliano in alcuni comuni. All'interno di questa zona linguistica ci sono due eccezioni: la prima è costituita dal dialetto marateota, un'isola alloglotta corrispondente al solo comune di Maratea, che mischia origini latine, greche, arabe e osche, con vocalismi siciliani. La seconda eccezione riguarda il dialetto laurisciano, parlato a Lagonegro e nel Vallo di Diano.[senza fonte]

Secondo la classificazione operata da Giovan Battista Pellegrini nella sua Carta dei dialetti d'Italia, invece, vengono annoverati tra i dialetti lucani il lucano nord-occidentale, il materano (o lucano nord-orientale), il lucano centrale, l'area Lausberg (o area arcaica calabro-lucana) e anche il calabrese settentrionale (a nord della linea Cetraro-Bisignano-Melissa, dunque esclusa Cosenza). In realtà tale suddivisione, che si basa prevalentemente su dati dell'Atlante italo-svizzero raccolti negli anni venti, non tiene conto dell'area metapontina che è un'area di antropizzazione abbastanza recente; inoltre le differenze rispetto alla classificazione precedentemente enunciata sono la separazione dell'area materana da quella del Vulture (che viene inclusa nel lucano nord-occidentale) pur senza una linea di demarcazione precisa tra le due zone, e la separazione tra l'area nord-occidentale e quella centrale.

### Dialetti alloglotti
- Il dialetto di derivazione albanese, noto come arbëreshë, è parlato in alcuni comuni della provincia di Potenza (in particolare nella zona del Vulture-Melfese e del Pollino) le cui popolazioni sono di origini albanesi. Esempi di comuni in cui è diffuso tale dialetto sono San Costantino Albanese, San Paolo Albanese, Ginestra, Barile e Maschito.